# Església Memorial Kaiser Wilhelm
L'església evangèlica luterana Kaiser-Wilhelm-Gedächtniskirche (en català Església en record del Kaiser Guillem), col·loquialment coneguda com Gedächtniskirche (església del record), fou construïda a la plaça Breitscheidplatz de Berlín. Forma part del barri de Charlottemburg i es troba al costat de l'avinguda de Kurfürstendamm, a prop del costat sudoccidental del Tiergarten.
L'església original fou construïda durant la dècada de 1890; però va patir danys importants el 1943 en un bombardeig de Berlín efectuat pels Aliats durant la Segona Guerra Mundial. L'edifici actual, que consta d'una església amb un vestíbul adjacent i un campanar separat amb una capella adjunta, va ser construït entre 1959 i 1963. L'agulla danyada de l'antiga església s'ha conservat i la planta baixa, conservada en estat de ruïna, s'ha convertit en una sala memorial.
L'edifici és un punt de referència famós de l'oest de Berlín i és conegut com "der hohle Zahn" ("la dent buida").

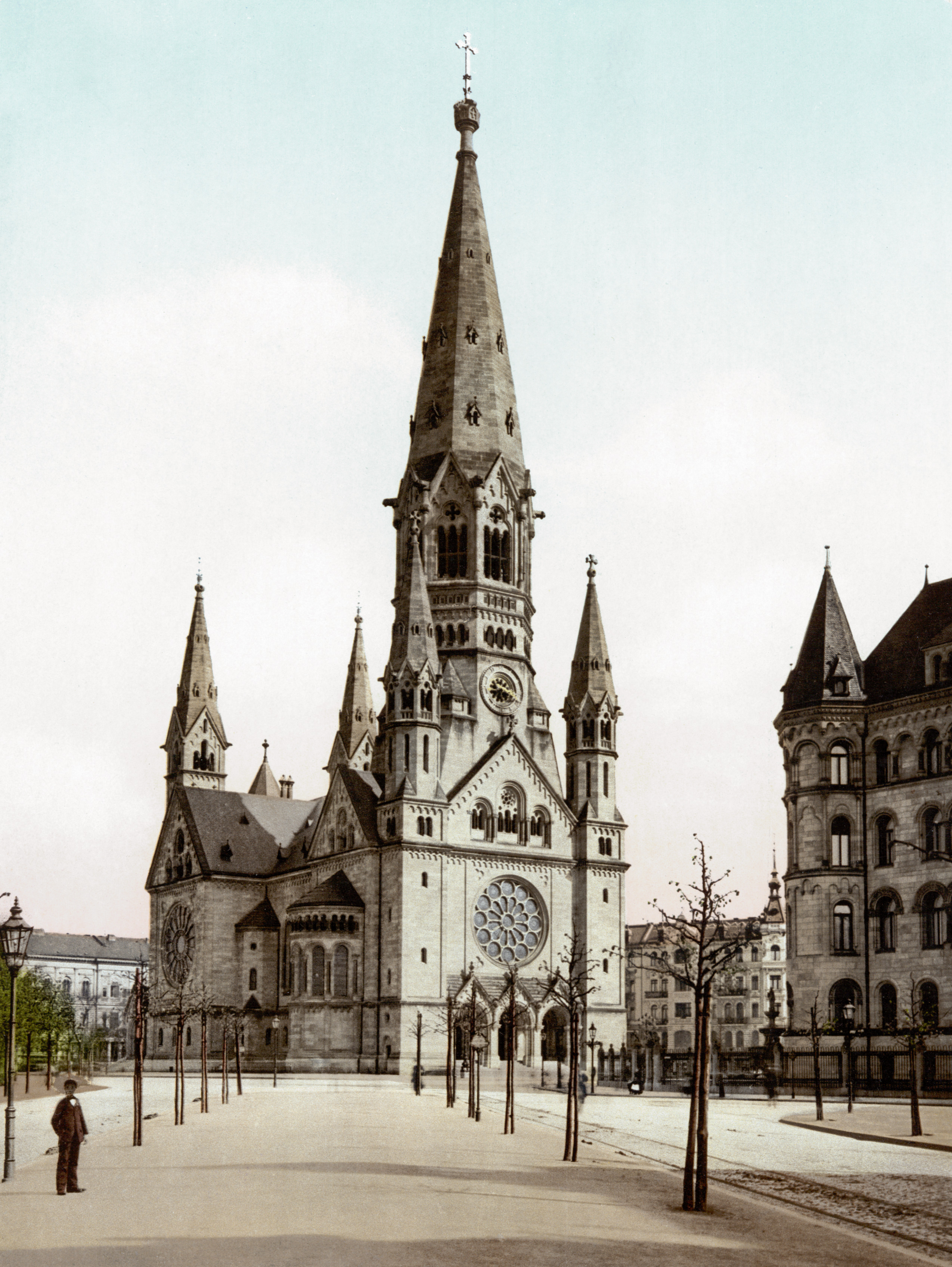
L'antiga església, prop de l'any 1900

## Història
L'emperador Guillem II va decidir anomenar l'església en honor del seu avi Guillem I, primer kàiser d'Alemanya d'ençà de la Unificació de 1871.
Durant la Segona Guerra Mundial va ser bombardejada pels aliats. La nit del 23 de novembre de 1943 l'església va ser greument danyada en un bombardeig, però part de la torre i gran part del vestíbul van restar dempeus.

## Arquitectura

### Església
L'església es va construir entre 1891 i 1895 seguint els plànols de Franz Schwechten, amb un estil arquitectònic neoromànic segons el model de diverses esglésies romàniques de Renània, i especialment de la catedral de Bonn, d'estil romànic tardà. L'edifici original causava gran impressió per les seues cinc torres. La torre principal arribava als 113 metres d'altura, aleshores l'edifici més alt de la ciutat. En el seu interior hi havia mosaics de gran valor que recordaven la vida i gestes del kàiser Guillem I.
La primera pedra fou col·locada el 22 de març de 1891, dia de l'aniversari del naixement de Guillem I, i l'església fou consagrada l'1 de setembre de 1895. El vestíbul de la planta baixa no va ser completat fins més tard, sent obert i consagrat el 22 de febrer de 1906.

### Monument
Es va pensar construir una església de cristall dins les ruïnes de l'església demolida pels bombardejos. Però després d'un concurs, es va triar la idea de l'arquitecte Egon Eiermann, qui va proposar un compendi entre la ruïna i una construcció moderna. Es va mantenir així la ruïna de la torre, d'una altura de 71 metres, assegurada arquitectònicament, com a monument commemoratiu contra la guerra, envoltada per un conjunt de quatre parts que es van construir entre 1951 i 1961. La part moderna de l'Església, per la seua singular forma i la de la torre, és anomenada col·loquialment pels berlinesos Lippenstift und Puderdose ("la polvera i el llapis de llavis").
Les parets de les noves sales de l'església es caracteritzen per tenir més de 20.000 cristalls acolorits que submergeixen l'interior en una llum blavenca. A banda d'això, la construcció de doble paret aïlla l'interior del soroll del tràfic de la rodalia.
La torre, de 53,5 metres d'alçada i 12 metres de diàmetre, té en el seu punt més alt una esfera dorada coronada per una creu d'or. Conté un campanar amb sis campanes de bronze fos de canons francesos, botí de la guerra francoprussiana de 1870-1871. La primera pedra de la nova església va ser col·locada el 9 de maig de 1959 i fou consagrada el 17 de desembre de 1961. El vestíbul i la capella van ser completats en desembre de 1963.